# RALLY・XPRESS
『RALLY・XPRESS』（ラリーエクスプレス）はかつて山海堂が発行していた、世界ラリー選手権速報誌。ラリーイベント毎およびオフシーズンに発行される不定期刊として1991年創刊。当初は『スピードマインド』の別冊（後に『GPX』の別冊へと変更）扱いとして発行された。2007年に山海堂の倒産により廃刊、携帯向けサイトは他社が引継ぎ営業を再開。

## 連載
- 若き韋駄天フレディ・ロイクスのWRC日記（1999年）[4]
- フランソワ・デルクールのWRC日記（2000年）[5]
- フランソワ・デルクールのWRC日記・三菱編（2002年）[6]

## 関係人物
- サライネス - 漫画を連載していた